# Vernon Lee
Vernon Lee, seudónimo de Violet Paget (Boulogne-sur-Mer, 14 de octubre de 1856-San Gervasio Bresciano, 13 de febrero de 1935) fue una escritora británica, reconocida actualmente por sus trabajos sobre estética y sus cuentos de fantasmas; cultivó además la novela y el libro de viajes, analizó el arte y la música italiana y polemizó a través del género ensayístico.

## Biografía

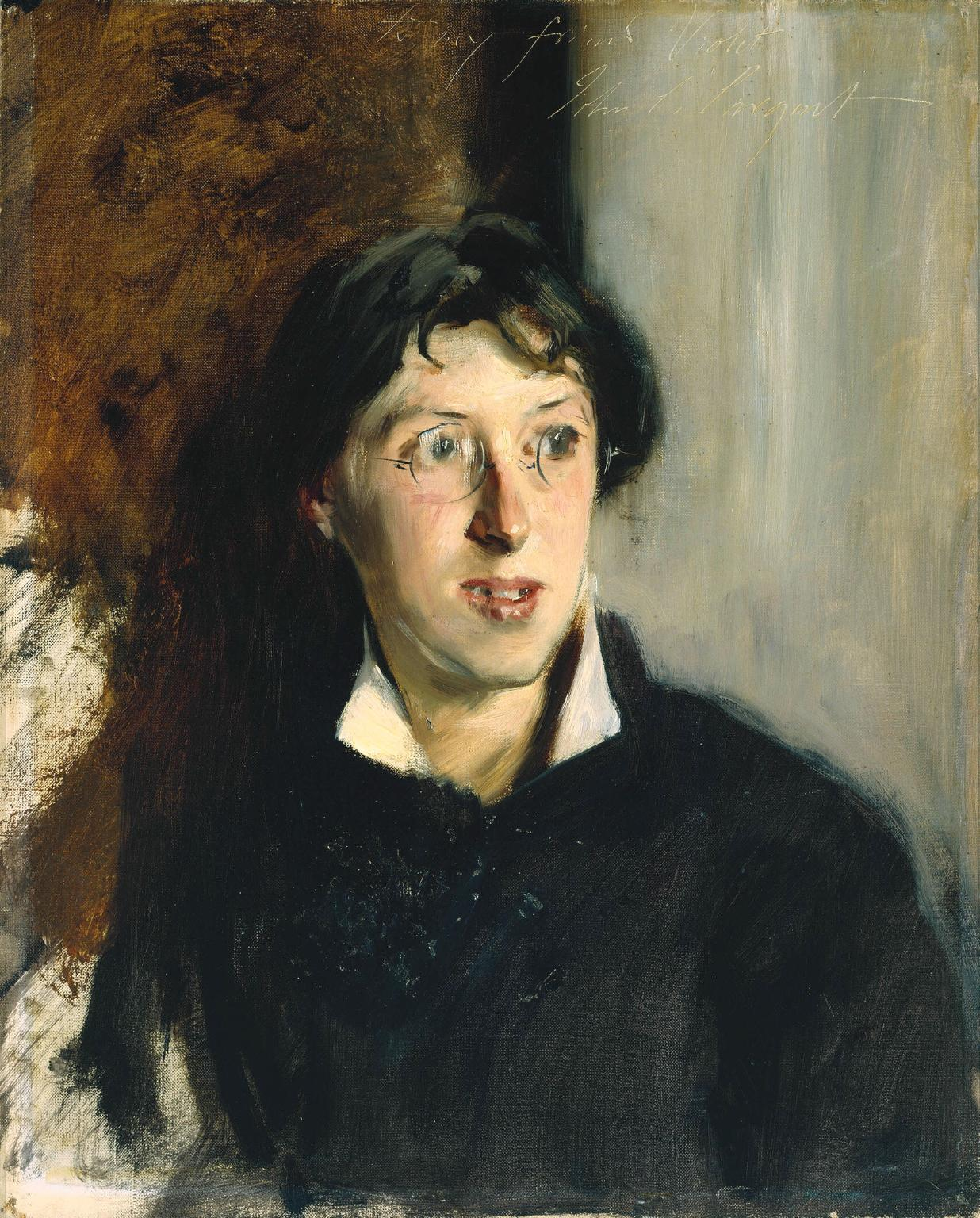
Retrato de Violet Paget por John Singer Sargent

Nacida en Francia, su familia pasó toda su infancia y juventud viajando por Europa: Alemania, Francia, Bélgica, Italia... hasta que en 1873 decidieron establecerse en una villa llamada Il Palmerino, cerca de Florencia, donde Vernon Lee pasó casi toda su vida adulta. Su madre era irreligiosa y megalómana (solía burlarse de las genealogías de la Biblia, pero en cambio se declaraba descendiente de los reyes de Francia). Su hermano por vía materna, el poeta y diplomático Eugene Lee-Hamilton, once años mayor que ella, fue un neurótico que se pasó veinte años en cama sin salir de casa. Vernon Lee tampoco pudo salir de casa sin la compañía de una doncella hasta que tuvo veintitrés años, pero fue precoz en el aspecto literario: a los trece publicó en un periódico un cuento en francés y a los veinticuatro deslumbró con su primer trabajo de erudición, Estudios del siglo XVIII en Italia, sumamente documentado y de amplia lectura. Todos los que la conocieron afirmaron que era una mujer de conversación brillante y de cultura e inteligencia superior. Poco después, en 1881, se presentó en Londres para iniciar una carrera literaria, visita que se repetiría en otras ocasiones; su talante despectivo e hipercrítico le hizo, sin embargo, caer mal a casi todos los jerarcas de las letras, incluso a su maestro en cuestiones de estética, Walter Pater, y Oscar Wilde y Henry James, los únicos a los que respetaba, la evitaron. Este último escribió a su hermano, el filósofo William James, su opinión:

Es tan peligrosa y extraña como inteligente, lo cual equivale a decir muchísimo. El vigor y envergadura de su intelecto son de lo más infrecuente, y su conversación, absolutamente superior. Pero sé moderado en materia de amistad, ¡es una gata montesa!.

La mayoría de sus amistades fueron femeninas (Mary Robinson o la pintora Clementina "Kit" Anstruther-Thomson, por ejemplo) y auténticamente obsesivas. Vestía à la garçonne y no se casó nunca ni se le conoció ninguna relación sentimental, aunque la poetisa Amy Levy se enamoró de ella y le escribió su poema "To Vernon Lee"; fue además una feminista convencida. También profesó doctrinas pacifistas durante la I Guerra Mundial. Javier Marías escribió que "sus numerosos y originales estudios de estética han quedado algo anticuados y sus novelas nunca fueron muy buenas, pero sus libros sobre los espíritus de los lugares y sobre todo sus relatos de fantasmas o sobrenaturales la acercan a la maestría de Isak Dinesen". Aprendió a tocar el clavicordio y fue una melómana entusiasta. Al final de su vida leyó a Freud, al que consideraba un oscurantista, su bestia negra, y se quedó sorda, lo que, al privarla de sus mayores placeres, la música y la conversación, la aisló aún más del mundo de lo que siempre lo había estado; murió en 1935, a los setenta y ocho años. Olvidada tras su muerte, en los años 1990 fue redescubierta por la investigación feminista.
Toda su obra, cuarenta volúmenes, gira en torno a la vida y la cultura de Italia, donde se codeó con las principales figuras literarias inglesas del siglo XIX: Robert Browning, Walter Pater, G.B.Shaw, Whistler, Edith Wharton; cultivó asimismo en Florencia la amistad del pintor Telemaco Signorini y del erudito Mario Praz. En cuanto a sus contribuciones en materia de estética, desempeñó un papel decisivo en la introducción del concepto alemán de Einfühlung o "empatía" en el mundo anglófono. Este concepto, el del poder empatizador del arte, aparece también en su narrativa, en la que un cuadro, una música o una arquitectura emponzoñados llegan a poseer a los personajes protagonistas. Reunió sus relatos de fantasmas en cuatro colecciones: Hauntings: Fantastic Stories (1890), Vanitas: Polite Stories (1892), Pope Jacynth and Other Fantastic Tales (1904) y Four Maurice: Five Unlikely Tales (1927). 
Legó su biblioteca al Instituto Británico de Florencia, donde todavía puede ser consultada por los visitantes. Se conserva un retrato suyo realizado por John Singer Sargent.

## Obra

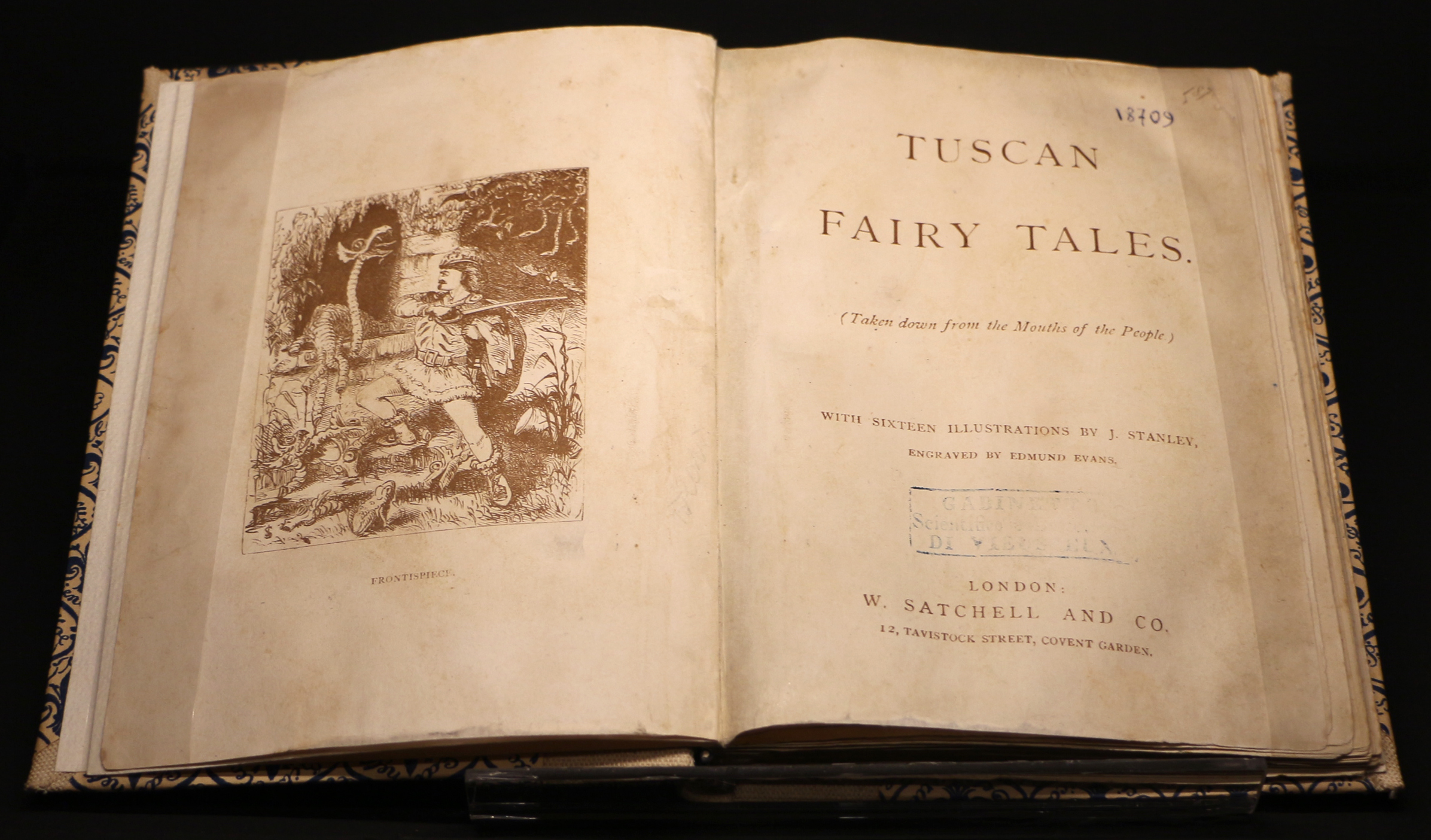
Tuscan Fairy Tales (1880)

- Studies of the Eighteenth Century in Italy (1880)
- Ottilie: An Eighteenth Century Idyl (1883)
- The Prince of the Hundred Soups: A Puppet Show in Narrative (1883)
- Belcaro, Being Essays on Sundry Aesthetical Questions (1883)
- The Countess of Albany (1884)
- Miss Brown (1884)
- Euphorion: Being Studies of the Antique and the Mediaeval in the Renaissance (1884)
- Baldwin: Being Dialogues on Views and Aspirations (1886)
- A Phantom Lover: A Fantastic Story (1886)
- Juvenilia, Being a second series of essays on sundry aesthetical questions (1887)
- Hauntings. Fantastic Stories (1890)
- Vanitas: Polite Stories (1892). Un relato de esta colección, «Lady Tal» se encuentra, precedido de nota biográfica, en la pág. 151 ss de la antología Cuando se abrió la puerta. Cuentos de la Nueva Mujer (1882-1914), Alba Editorial, Clásica maior, 2008, ISBN 978-84-8428-418-5.
- Althea: Dialogues on Aspirations & Duties (1894)
- Renaissance Fancies And Studies Being A Sequel To Euphorion (1895)
- Art and Life (1896)
- Limbo and Other Essays (1897)
- Genius Loci (1899)
- The Child In The Vatican (1900)
- In Umbria: A Study of Artistic Personality (1901)
- Chapelmaster Kreisler A Study of Musical Romanticists (1901)
- Penelope Brandling: A Tale of the Welsh Coast in the Eighteenth Century (1903)
- The Legend of Madame Krasinska (1903)
- Ariadne in Mantua: a Romance in Five Acts (1903)
- Hortus Vitae: Essays on the Gardening of life (1904)
- Pope Jacynth - And Other Fantastic Tales (1904)
- The Enchanted Woods (1905)
- The Handling of Words and Other Studies in Literary Psychology (1906)
- Sister Benvenuta and the Christ Child, an eighteenth-century legend (1906)
- The Spirit of Rome (1906)
- Ravenna and Her Ghosts (1907)
- The Sentimental Traveller. Notes on Places (1908); trad. La viajera sentimental (trad. M.A. Martínez-Cabeza), Abada editores, 2021. ISBN 978-84-17301-94-1.
- Gospels of Anarchy & Other Contemporary Studies (1908)
- Laurus Nobili: Chapters on Art and Life (1909)
- In Praise of Old Gardens (1912)
- Vital Lies: Studies of Some Varieties of Recent Obscurantism ( 1912)
- The Beautiful. An Introduction to Psychological Aesthetics (1913)
- The Tower of the Mirrors and Other Essays on the Spirit of Places (1914)
- Louis Norbert. A Two-fold Romance (1914)
- The Ballet of the Nations. A Present-Day Morality (1915)
- Satan the Waster: A Philosophic War Trilogy (1920)
- Proteus or The Future Of Intelligence (1925)
- The Golden Keys (1925)
- The Poet's Eye (Hogarth Press, 1926)
- For Maurice. Five Unlikely Stories (1927)
- Music and its Lovers (1932)
- Snake Lady and Other Stories (1954)
- Supernatural Tales (1955)
- The Virgin of the Seven Daggers - And Other Chilling Tales of Mystery and Imagination (1962)